# Thorunna
Thorunna is een geslacht dat behoort tot de familie van de Chromodorididae.

## Soorten
- Thorunna africana Rudman, 1984
- Thorunna arbuta (Burn, 1961)
- Thorunna australis (Risbec, 1928)
- Thorunna daniellae (Kay & Young, 1969)
- Thorunna florens (Baba, 1949)
- Thorunna furtiva Bergh, 1878
- Thorunna halourga R. F. Johnson & Gosliner, 2001
- Thorunna horologia Rudman, 1984
- Thorunna kahuna R. F. Johnson & Gosliner, 2001
- Thorunna montrouzieri Rudman, 1995
- Thorunna perplexa (Burn, 1957)
- Thorunna punicea (Rudman, 1995)
- Thorunna purpuropedis Rudman & S. Johnson, 1985
- Thorunna speciosa Rudman, 1990
- Thorunna talaverai Ortea, Bacallado & Valdés, 1992